# Heinz Schwartz
Heinz Schwarz  fue un  escultor y grabador suizo, nacido en Arbon en 1920 y fallecido en Satigny en 1994.

## Datos biográficos
Litógrafo de formación, se instaló en Ginebra  en 1943 y se consagró al modelado y la escultura. Realizó gran número de desnudos femeninos, así como algunos masculinos. Muchas de sus obras son visibles en los parques públicos del cantón de Ginebra, instalados en la ciudad gracias a la iniciativa de Claude Ketterer.

## Esculturas
- L'adolescent et le cheval (fundición)
- Christine Z II (fundición)
- Clémentine

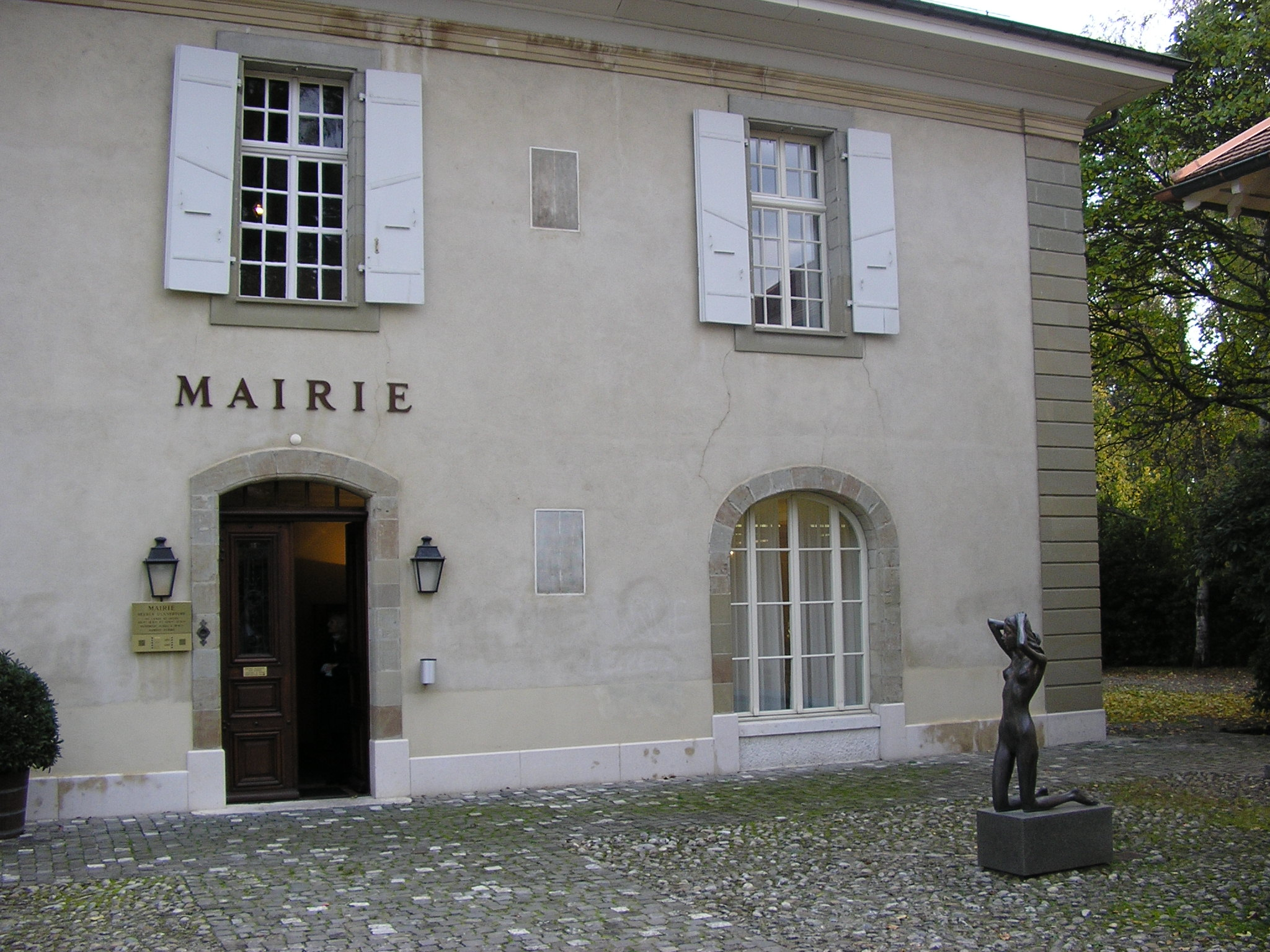
Ayuntamiento de la comuna de Onex en Ginebra.
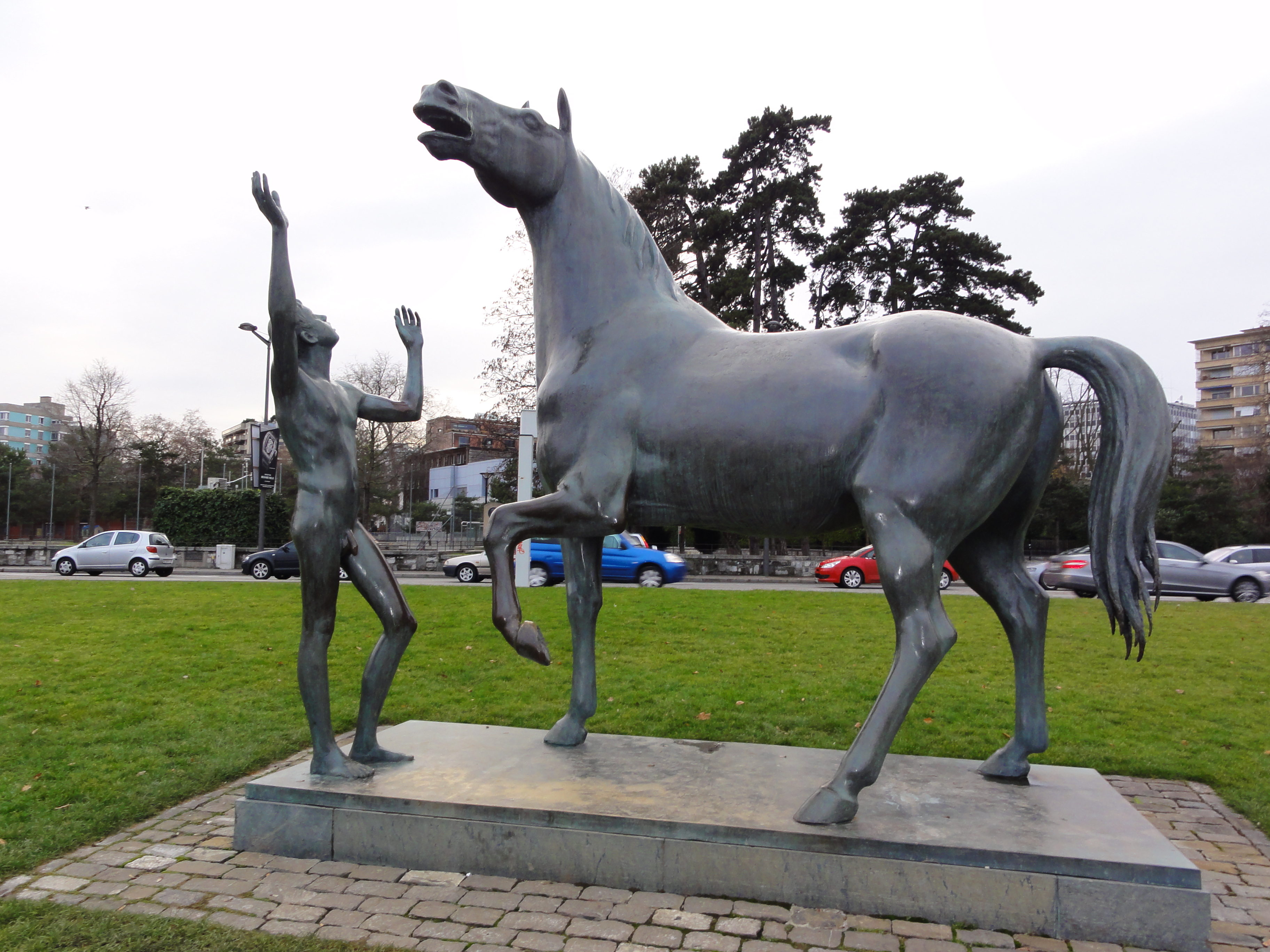
« L'adolescent et le cheval » en el Quai Wilson - Rada de Ginebra